# Mark DeSaulnier
Mark James DeSaulnier, född 31 mars 1952 i Lowell i Massachusetts, är en amerikansk demokratisk politiker. Han är ledamot av USA:s representanthus sedan 2015.
DeSaulnier avlade 1974 kandidatexamen vid College of the Holy Cross. År 1993 tjänstgjorde han som borgmästare i Concord i Kalifornien.
I mellanårsvalet i USA 2014 besegrade DeSaulnier republikanen Tue Phan-Quang och efterträdde 2015 George Miller som kongressledamot.